# Archidiecezja splicko-makarska
Archidiecezja splicko-makarska (łac. Archidioecesis Spalatensis-Macarscensis) – archidiecezja Kościoła rzymskokatolickiego w Chorwacji. Należy do Metropolii splicko-makarskiej. Została erygowana 27 lipca 1969. W latach 1828–1969 była diecezją.

## Podział administracyjny diecezji
Diecezja podzielona jest na 13 dekanatów:
- Dekanat katedralni
- Dekanat konkatedralni
- Dekanat biokovski
- Dekanat cetinski
- Dekanat imotski
- Dekanat kaštelanski
- Dekanat kliški
- Dekanat makarski
- Dekanat neretvanski
- Dekanat omiški
- Dekanat poljički
- Dekanat solinski
- Dekanat trogirski